# Birgden I
Birgden I ist eine Hofschaft im Stadtgebiet im Osten der bergischen Großstadt Remscheid in Nordrhein-Westfalen, Deutschland. Die römische Ordnungsziffer „I“ dient zur Unterscheidung zwischen zwei weiteren Ortslagen (siehe Birgden II und Birgden III) innerhalb der Stadt Remscheid.

## Lage und Beschreibung
Die Hofschaft erstreckt direkt neben der Autobahn A1 zwischen Buchholzen und Bergisch Born auf der einen sowie Tente und Baisiepen auf der westlichen Seite, wird im Volksmund „Om Bergden“ genannt und hat im Wesentlichen ländlichen Charakter mit viel alter Bausubstanz. Das Haus Nr. 3 steht unter Denkmalschutz.

## Geschichte
Urkundlich erwähnt wurde die Hofschaft erstmals im Jahre 1369 und trug da den Namen „Birckden“. 1487 ist die Bezeichnung „zom birckten“, 1622 „der Birckten“ erwähnt, was so viel wie „Birkenwald“ bedeutet. Hier erstreckte sich ehemals der den bergischen Grafen gehörende Gemarkenwald, ein ausgedehnter Gemeindewald, auch Remscheider Hochwald genannt, von Westhausen bis in die Nähe von Beysiepen und Birgden I.
Die großen Waldungen im Quellgebiet des Eschbachs, „die Birgdener und Altenberger Gemarke“, waren ebenfalls im Besitz des Landesherrn. Ihre Erbpächter, die auch dem Remscheider Holzgericht unterstanden, waren meist Bewohner der dort gelegenen Höfe: Buchholzen, Beeck, Stöcken, Piepersberg, Jägerhaus, Greuel, Birgden (bei Lennep), Rotzkotten und Mixsiepen. Ferner war eine Reihe von Lenneper Familien daran beteiligt. Zu den Nutznießern der Birgdener Gemarke gehörten auch Remscheider Hofbesitzer, darunter die „Jäger vom Birgden bei Remscheid und die Loos vom Beysiepen“, die im 17. und 18. Jahrhundert im Eisengewerbe und Handel eine Rolle spielten.
Deutliche Spuren der mittelalterlichen Heerstraße Köln–Lennep–Dortmund lassen sich noch heute zwischen Birgden und Beek erkennen. Dort verlaufen oft parallel mehrere, tief ausgefahrene Fahrbahnen. Ein Steinernes Kreuz erinnert dort am Nordufer der Eschbachtalsperre an den tödliche Raubüberfall auf einen Postboten im Jahr 1554. Der Birgder Hammer wurde im Jahre 1800 erstmals als Reckhammer von Ernemann auf dem Birgden erwähnt. Urkundlich belegt ist als erstes Werk am Tenter Bach die Tenter Mühle, 1853 auch als Birgdener Mühle im Mühlenkataster erwähnt.

## Freizeit
Am nicht-beschilderten kleinen Parkplatz am östlichen Rand von Birgden I führt der überregionale Jakobspilgerweg von Beyenburg (Wuppertal) nach Köln vorbei. Nach ca. 600 m gelangt man von dort zum Steinernen Kreuz am Nordufer der Eschbachtalsperre, die in 30 Minuten zu umrunden ist. Zudem verläuft hier der Wanderweg R7 und der große Rundwanderweg A3 um die Eschbachtalsperre.
Birgden I ist auch ein Standort eines Reiterhofes.

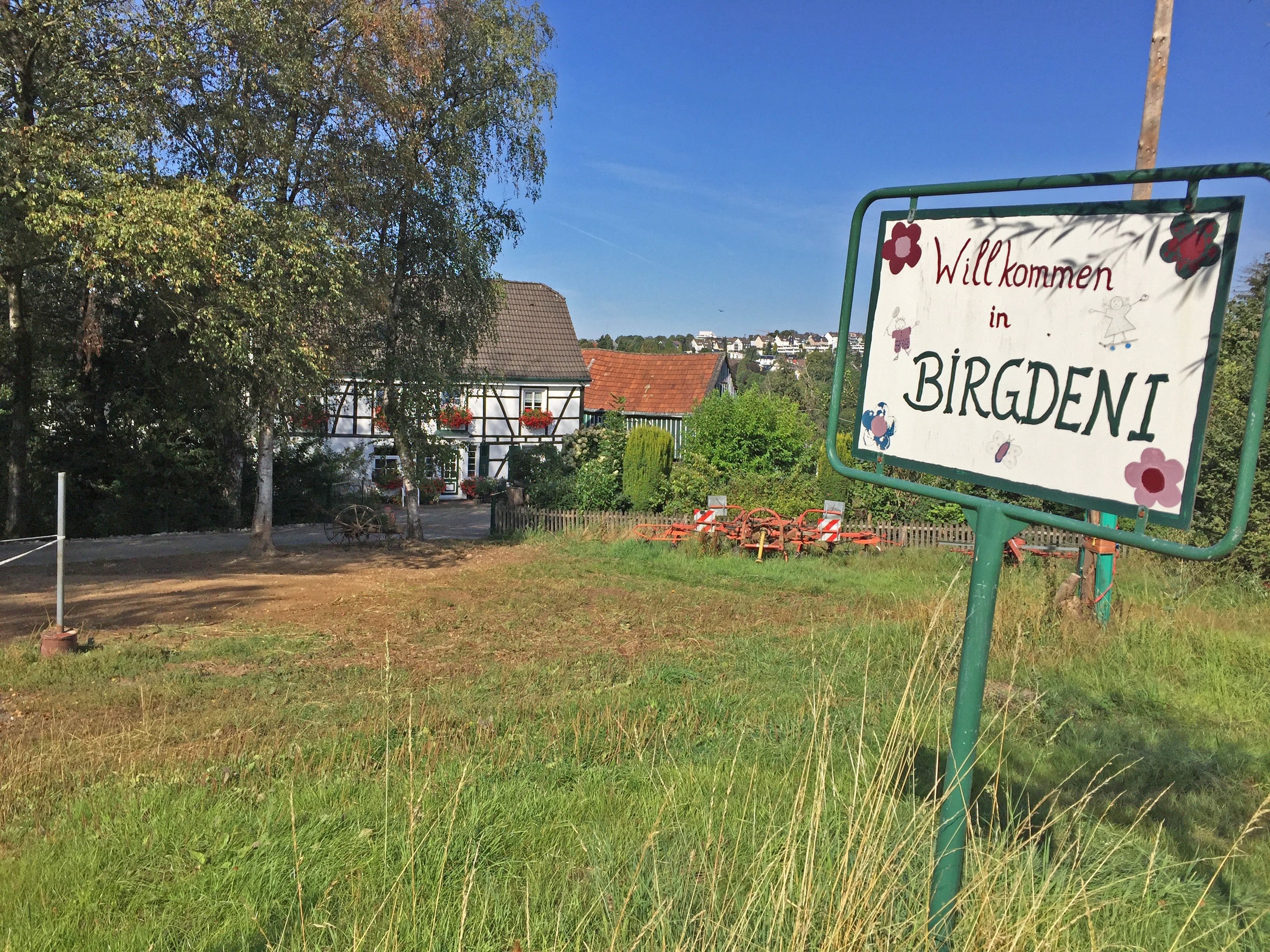
Willkommen in Birgden I
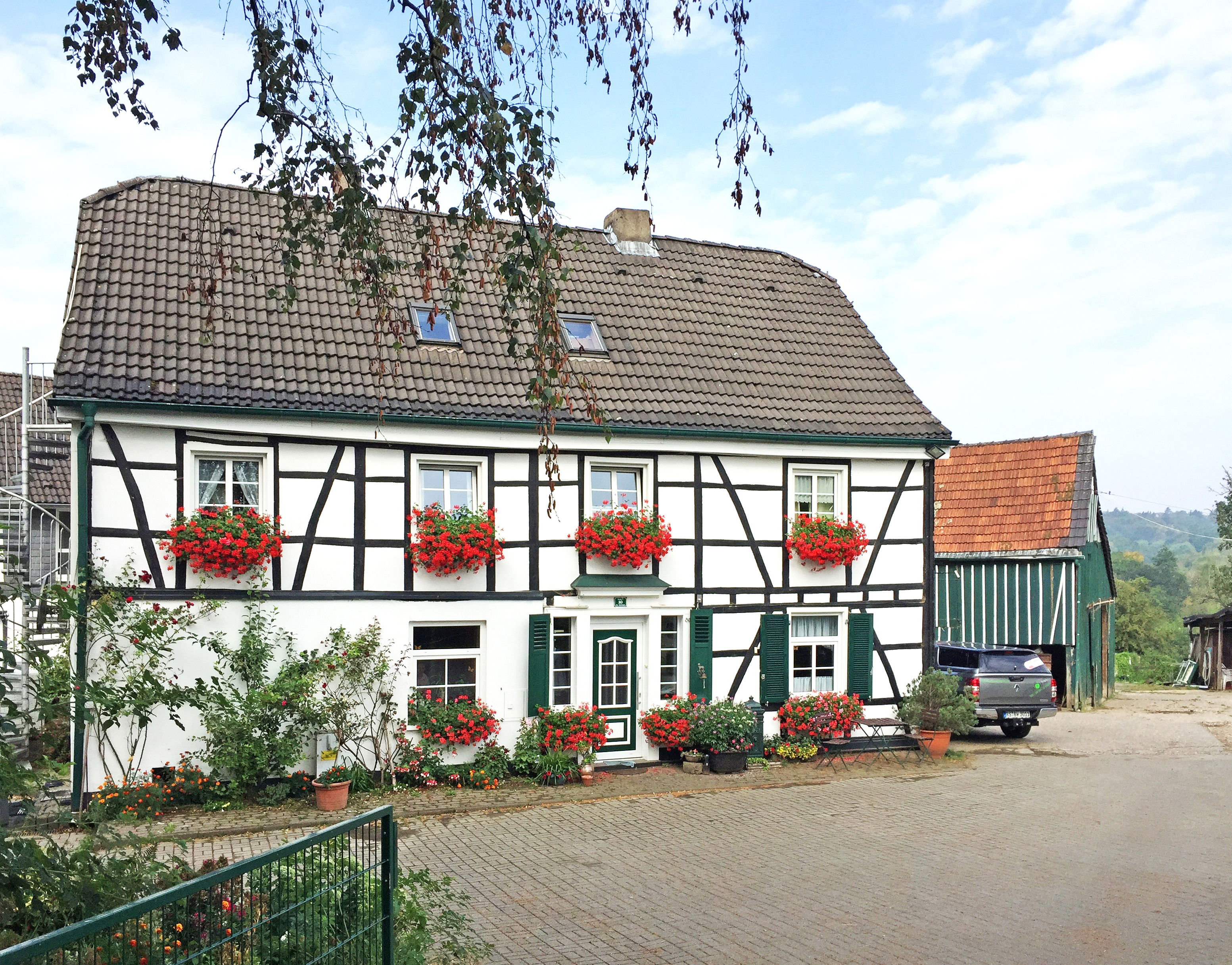
Birgden I - Haus 10
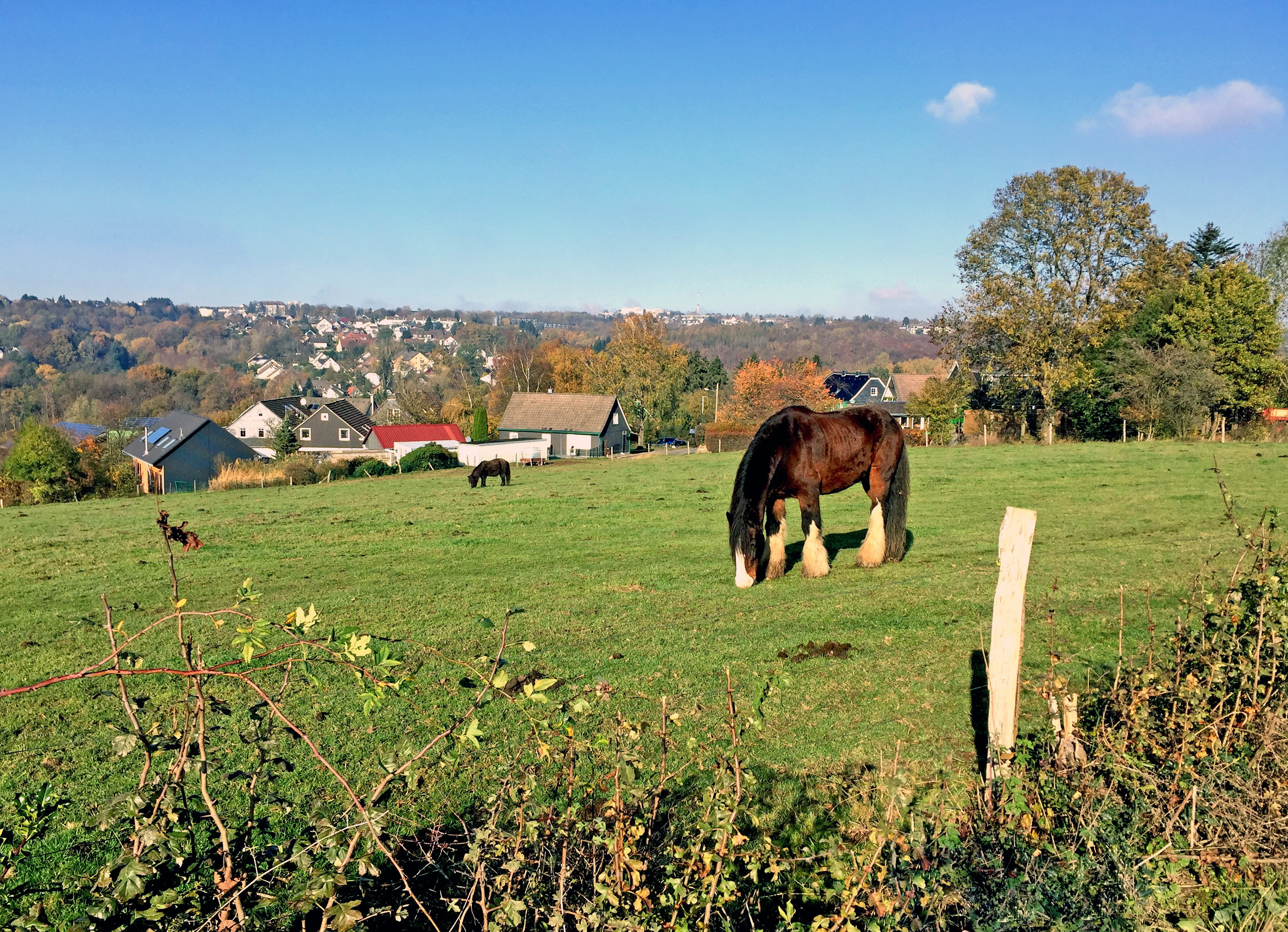
Pferdeweiden bei Birgden I
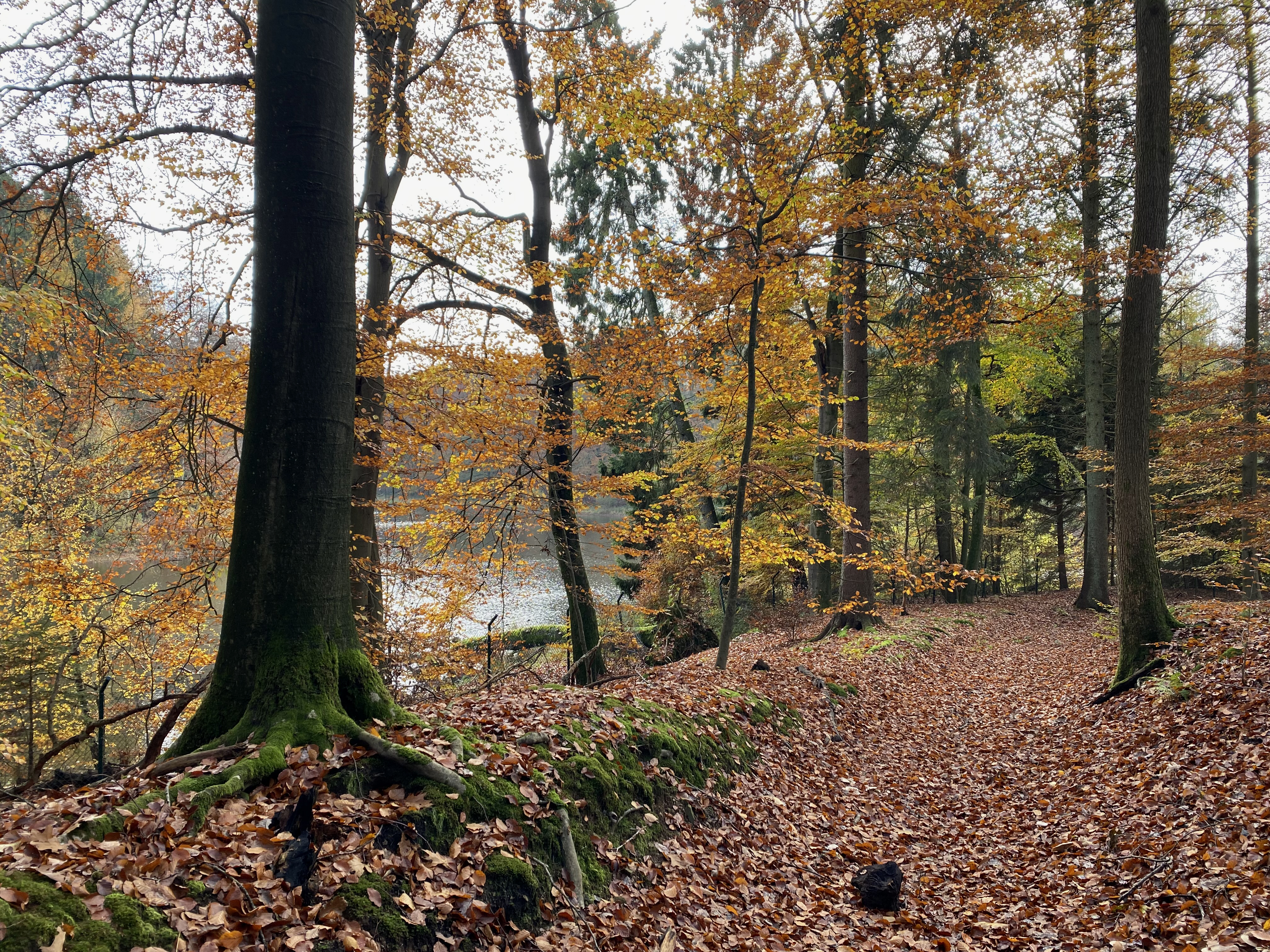
Alte Heerstraße Köln - Dortmund
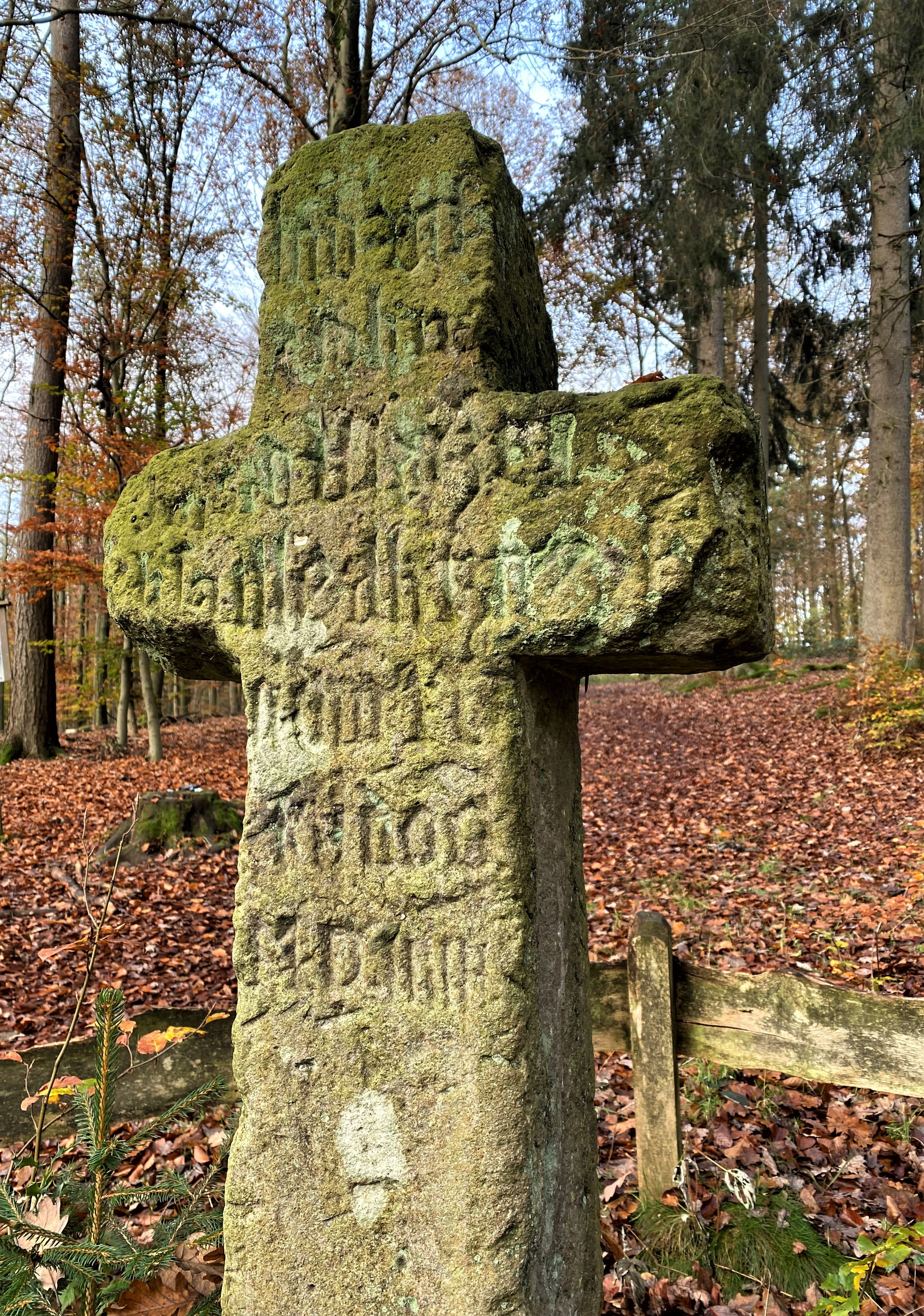
Steinernes Kreuz
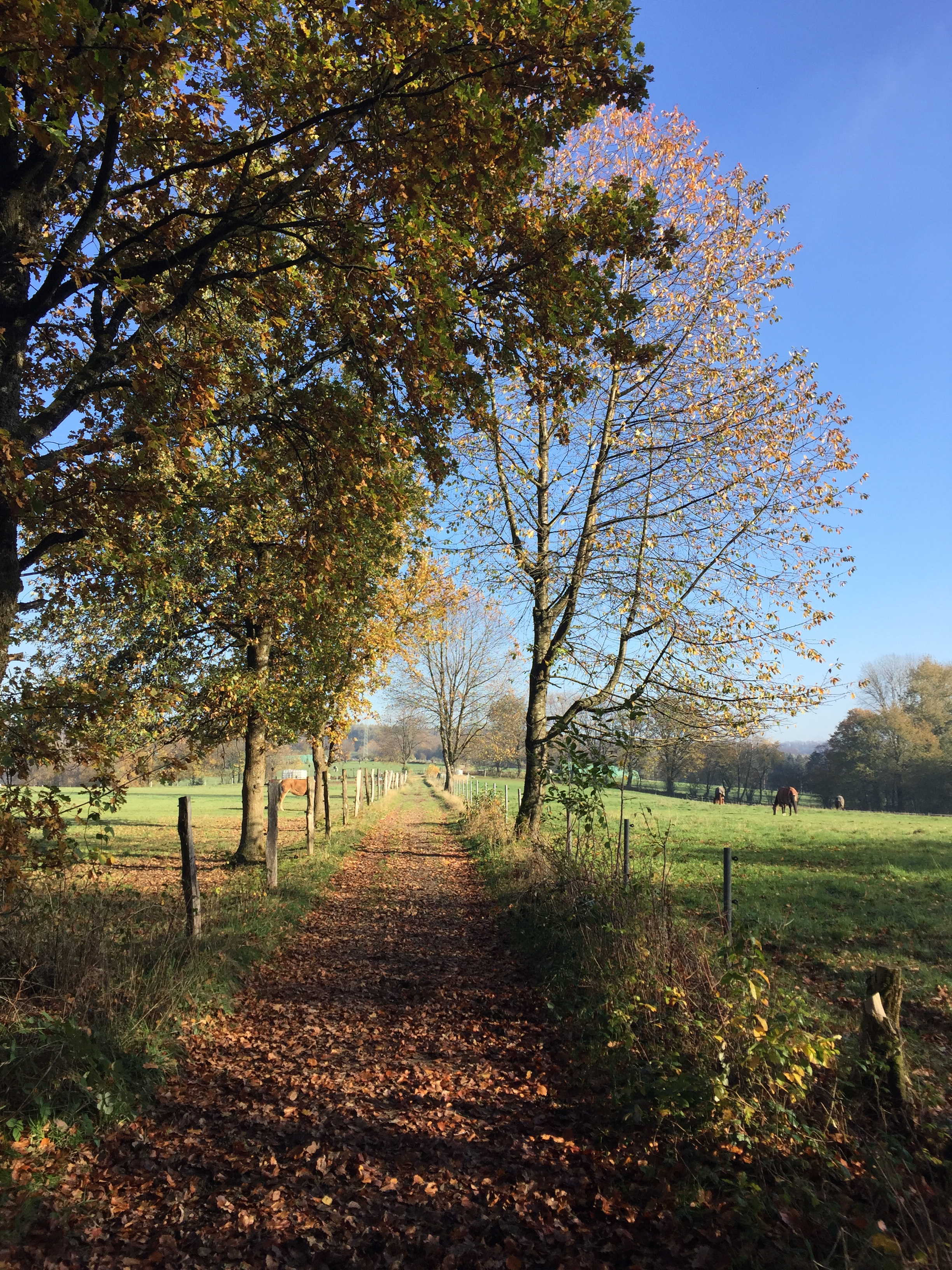
Weg der Jacobspilger bei Birgden I